# Dar Gai
Dar Gai (en ucraïnès: Дар Гай) és una directora, guionista i productora ucraïnesa instal·lada a l'Índia. És coneguda pel seu treball a les pel·lícules Teen Aur Aadha i Namdev Bhau: In Search of Silence.

## Biografia
Dar va nàixer a Kíiv, Ucraïna el 1989. Té un BFA i un MFA en Filosofia amb una menció en cinema i teatre per la NaUKMA. Més tard, va ser convidada a l'Índia per a dirigir obres de teatre a la Scindia School, a Gwalior. També va ensenyar guió i apreciació cinematogràfica al Whistling Woods International Institute, a Mumbai.